# Saint Aulaye-Puymangou
Saint Aulaye-Puymangou – gmina we Francji, w regionie Nowa Akwitania, w departamencie Dordogne. Została utworzona 1 stycznia 2016 roku z połączenia dwóch wcześniejszych gmin: Puymangou oraz Saint-Aulaye. Siedzibą gminy została miejscowość Saint-Aulaye. W 2013 roku populacja wyżej wymienionych gmin wynosiła 1458 mieszkańców.